# 夢しずく (米)
夢しずく（ゆめしずく）は、佐賀県が開発したイネの品種名。地方番号は佐賀18号。
佐賀県では2番目に作付面積が多く、米の食味ランキングでは「特A」評価を2017年（平成29年）産〜2020年（令和2年）産, 2023年（令和5年）産で得ている佐賀県を代表する米の品種の一つである。

## 歴史
佐賀県農業試験研究センターが「キヌヒカリ」と「東北143号」（後のひとめぼれ）を交配させ、2000年（平成12年）から本格栽培が始まり2003年に品種登録された。

## 特徴
ほどよい粘りとコシ、ふっくらでつやのある光沢が高い評価を受けているとされる。
- 普通期栽培の中生品種
- 良質、コシヒカリ並の良食を備え、さがヒノヒカリよりも10日程度早く収穫できる

## 交配
- キヌヒカリ（北陸122号）x ひとめぼれ（東北143号）[3]

## 作付面積
- 2023年の佐賀県における水田作付シェアでは、夢しずくは25.9%を占めて2位である[2]。

## 米の食味ランキング
- 日本穀物検定協会による米の食味ランキングにおける佐賀県産夢しずくの評価
  - 2017年（平成29年）産〜2020年産（令和2年）, 2023年産（令和5年） - 「特A」[6][2]